# Сосновая Горка
Сосновая Горка (до 1948 года Лоттола, Камаяухола, фин. Lottola, Kamajauhola) — посёлок в Каменногорском городском поселении Выборгского района Ленинградской области.

## Название
Зимой 1948 года деревне Лоттола было присвоено наименование Сосновая Горка, выбор был обоснован «географическими условиями». Переименование было закреплено указом Президиума ВС РСФСР от 13 января 1949 года.

## История
- Деревни Лоттола и Камаяухола на финской карте 1923 года

До 1939 года деревни Лоттола и Камаяухола входили в состав волости Каннельярви Выборгской губернии Финляндской республики.
С 1 января 1940 года — в составе Карело-Финской ССР.
С 1 июля 1941 года по 31 мая 1944 года финская оккупация.
С 1 ноября 1944 года — в составе Ханнильского сельсовета Яскинского района.
С 1 октября 1948 года — в составе Липовского сельсовета Лесогорского района.
С 1 января 1949 года учитывается административными данными как деревня Сосновая Горка. В ходе укрупнения хозяйства к деревне было присоединено соседнее селение Камаяухола.
С 1 декабря 1960 года — в составе Выборгского района.
В 1961 году население деревни составляло 236 человека. 
По данным 1966 и 1973 годов посёлок Сосновая Горка находился в составе Липовского сельсовета.
По данным 1990 года посёлок Сосновая Горка находился в составе Возрожденского сельсовета.
В 1997 году в посёлке Сосновая Горка Возрожденской волости проживали 18 человек, в 2002 году — 37 человек (русские — 73 %).
В 2007 году в посёлке Сосновая Горка Каменногорского ГП проживали 5 человек, в 2010 году — 4 человека.

## География
Посёлок расположен в северо-восточной части района на автодороге А181 (часть E 18) «Скандинавия» (Санкт-Петербург — Выборг — граница с Финляндией).
Расстояние до административного центра поселения — 30 км. 
Расстояние до ближайшей железнодорожной станции Ханнила — 9 км. 
Посёлок находится на восточном берегу озера Затонное. 

## Демография
| 2007 | 2010 | 2017 | 2021 |
| ---- | ---- | ---- | ---- |
| 5    | ↘4   | ↗8   | ↗16  |

## Улицы
Затонный проезд, Лесная, Никифоровская, Сосновогорская.